# رومن شوریر
رومن شوریر (انگلیسی: Romain Chevrier؛ زادهٔ ۲۶ ژوئیهٔ ۱۹۸۳) بازیکن فوتبال اهل فرانسه است.
از باشگاه‌هایی که در آن بازی کرده‌است می‌توان به باشگاه فوتبال کلرمون فوت اشاره کرد.